# Vermiculite
La vermiculite (simbolo IMA: Vrm) è un minerale appartenente alla classe minerale dei "silicati e germanati" con composizione chimica generale (Mg0,5,Ca 0,5,Na,K)0,7(Mg,Fe,Al)3[(OH)2|( Al,Si)2Si2O10] • 4(H2O) o, leggermente semplificata, Mg0,7(Mg,Fe,Al)6(Si,Al)8O20(OH)4 • 8(H2O). Gli elementi indicati tra parentesi possono sostituirsi l'uno all'altro, ma sono sempre nella stessa proporzione con gli altri componenti del minerale.
Strutturalmente la vermiculite appartiene ai fillosilicati.

## Etimologia e storia
La vermiculite fu scoperta per la prima volta vicino a Millbury nella contea di Worcester (nel Massachusetts, Stati Uniti), e descritta nel 1824 da Thomas H. Webb. A causa della capacità del minerale di gonfiarsi in strutture a forma di verme quando riscaldato a 200-300 °C in direzione dell'asse cristallografico {\displaystyle c}, Webb lo chiamò in questo modo dalla parola latina vermiculor ('allevatore di vermi', ma anche vermis per 'verme' o vermiculus, sempre per 'verme'). In occasione del 195º anniversario della sua scoperta e per la sua grande importanza come minerale industriale, la vermiculite è stata votata "Minerale dell'anno" in Austria nel 2019.

## Classificazione
La nona edizione della sistematica minerale di Strunz, valida dal 2001 e utilizzata dall'Associazione Mineralogica Internazionale (IMA) fino al 2009, elenca la vermiculite nella classe "9. Silicati (germanati)" e nella sottoclasse "9.E Fillosilicati"; questa è ulteriormente suddivisa in base alla struttura interna degli strati, in modo che il minerale possa essere trovato nella sezione "9.EC Fillosilicati con fogli di mica, composti di reti di tetraedri e ottaedri", dove è l'unico membro del sistema nº 9.EC.50.
Tale classificazione viene mantenuta anche nell'edizione successiva, proseguita dal database "mindat.org" e chiamata Classificazione Strunz-mindat.
Nella Sistematica dei lapis (Lapis-Systematik) di Stefan Weiß la vermiculite è elencata nella classe dei "silicati" e nella sottoclasse dei "silicati stratificati"; questa viene suddivisa in varie sezioni in base alla struttura del minerale in modo che la vermiculite possa essere trovata nella sezione dei "minerali argillosi, regolarmente stratificati; silicati stratificati simili alla mica con gruppi [Si4O10]4- e strutture correlate", dove è l'unico membro del sistema nº VIII/H.21.
Anche la sistematica dei minerali secondo Dana, utilizzata principalmente nel mondo anglosassone, classifica la vermiculite nella classe dei "silicati e germanati" e lì nella sottoclasse dei "minerali fillosilicati". Qui forma il sistema nº 71.02.02d all'interno della sottosezione "fillosilicati: strati di anelli a sei membri con strati 2:1" insieme a idrobiotite, illite e brammallite (quest'ultima non più riconosciuta dall'IMA perché è una varietà della paragonite).

## Abito cristallino
La vermiculite cristallizza nel sistema monoclino nel gruppo spaziale C2/c (gruppo nº 15) con i parametri reticolari a = 5,24 Å, b = 9,17 Å, c = 28,6 Å e β = 94,6°, oltre a 4 unità di formula per cella unitaria.

## Caratteristiche fisico-chimiche
Le lamine di vermiculite, riscaldate rapidamente ad una temperatura aggirantesi sui 300 °C, perdono acqua, che si trasforma in vapore, e si sfogliano, espandendosi (anche 25 volte il volume originario) in direzione perpendicolare ai piani di sfaldatura e assumendo forme contorte di aspetto vermiculare e dando una luminosità giallo-dorata.
La vermiculite ha proprietà tixotropica.

## Modificazioni e varietà
La batavite è una varietà di vermiculite a basso contenuto di ferro.

## Origine e giacitura
I depositi di vermiculite più significativi si formano principalmente per via idrotermale o per alterazione di flogopite/biotite, clorite e pirosseno in rocce basiche e ultrabasiche. Tuttavia, le vermiculiti diottaedriche naturali non sono ancora state trovate, tranne che nella frazione argillosa dei terreni, da cui non possono essere separate in modo puro e in cui è stata trovata in minutissime scaglie.
La vermiculite che deriva da materiali micacei è relativamente rara nei sedimenti marini, dal momento che il potassio dell'acqua di mare la contrae facilmente; invece, la vermiculite presente nei sedimenti marini deriva da precursori non micacei, quali un materiale vulcanico, la clorite e l'orneblenda.
I minerali di accompagnamento sono corindone, apatite, serpentino e talco.
Essendo una formazione minerale piuttosto rara, la vermiculite può essere abbondante in vari siti, ma nel complesso non è molto comune e si conoscono circa 550 siti di ritrovamento, molti negli Stati Uniti. Oltre alla sua località tipo, Millbury e alla vicina cava di "Ballard" vicino a Worcester, il minerale è stato trovato, sempre nel Massachusetts, vicino a Tyringham (nella contea di Berkshire), nella miniera di pirite di "Davis" vicino a Rowe (nella contea di Franklin) e nella miniera di amianto vicino a Pelham (nella contea di Hampshire).
In Italia la vermiculite è stata rinvenuta sull'isola d'Ischia (Campania); a Ferriere (Emilia Romagna); a Giuliano di Roma e Supino (Lazio); a Borghetto di Vara (Liguria); nella miniera di coesite "Dora-Maira" (provincia di Cuneo, Piemonte); a Ozieri e Furtei (Sardegna); a Baselga di Pinè, Fierozzo, Fornace e Pergine Valsugana (Trentino-Alto Adige); a Porto Azzurro, Stazzema e Impruneta (Toscana).
Altre località includono Australia, Brasile, Canada, Cina, Germania, Francia, Madagascar, Austria, Russia e Svizzera. Il Sudafrica e la Cina sono i principali produttori di vermiculite "premium" a grana grossa (particelle di dimensioni superiori a 5 mm), mentre gli Stati Uniti e il Brasile sono i principali produttori di vermiculite a grana fine. Poiché per anni c'è stato un eccesso di offerta di vermiculite a grana fine e quindi prezzi bassi, molte aziende hanno lavorato per sostituire la vermiculite a grana grossa con vermiculite a grana fine.

## Utilizzi
La vermiculite viene utilizzata industrialmente nelle lettiere per gatti, per la produzione di fuochi d'artificio e, in misura minore, nei prodotti per la cura della pelle. Per l'uso in varie aree in cui l'assorbenza e un buon isolamento termico sono importanti, la vermiculite viene pretrattata mediante riscaldamento a secco. A temperature comprese tra 700 e 1000 °C, l'acqua cristallina contenuta viene fatta evaporare, allontanando le scaglie di cristallo. Il volume e l'assorbenza aumentano in modo significativo, mentre la densità apparente diminuisce. Questo materiale è chiamato nell'industria vermiculite espansa.
La vermiculite viene utilizzata anche nell'industria orticola come materiale di copertura per piantine dopo la semina. È leggero e ha la capacità di riflettere la luce e trattenere l'umidità. Ciò impedisce un riscaldamento eccessivo delle piantine e garantisce un'umidità del substrato più equilibrata.
La vermiculite è spesso utilizzata anche nell'allevamento di rettili, dove l'umidità costante nel terrario, nelle scatole umide e nell'incubatrice è vitale per gli animali, in quanto assorbe l'umidità in eccesso, anche dall'aria, e la rilascia nuovamente quando necessario.
Trova impiego anche nell'industria della plastica, dei colori, cartaria e agraria. Un suo curioso impiego è come substrato per la costruzione di terrari per l'allevamento dei ragni e come substrato nella coltivazione di alcune specie di funghi, tra cui Psilocybe cubensis.
In combinazione con polvere di ferro, acqua, cellulosa (o polipropilene), sale e carbone attivo, la vermiculite viene trasformata in scaldamani. Quando lo scaldamani viene disimballato (cioè quando l'aria arriva alla confezione), si innesca un processo di ossidazione estremamente rapido (in questo caso, la ruggine del ferro). Il sale funge da catalizzatore e il carbone attivo aiuta a distribuire uniformemente il calore nello scaldamani. La vermiculite funge da isolante e la cellulosa (o PP) supporta la distribuzione dell'aria tra i componenti se gli scaldamani vengono utilizzati in un ambiente umido. Le temperature risultanti raggiungono i 75 °C. Il calore viene trattenuto fino a venti ore, a seconda della temperatura esterna. Tuttavia, questo tipo di scaldamani non è riutilizzabile. Vengono smaltiti con i normali rifiuti domestici perché non sono dannosi per l'ambiente.
Poiché la vermiculite non è combustibile, anche dopo l'espansione, ma assorbe in una certa misura, viene spesso utilizzata per imballare merci pericolose liquide. Ad esempio, le sostanze pericolose riempite in bottiglie di vetro sono imballate in cartoni o barattoli di latta e lo spazio tra il vetro e l'imballaggio esterno è completamente riempito di vermiculite. In questo modo, da un lato, vengono assorbite le sostanze chimiche che possono fuoriuscire e dall'altro si evita in anticipo la rottura del vetro, poiché lo strato di vermiculite circostante protegge bene anche dagli urti meccanici. La vermiculite è usata come riempitivo per la raccolta e lo stoccaggio sicuro delle batterie agli ioni di litio.

### Isolamento termico e protezione antincendio
Poiché la vermiculite è porosa e resistente al fuoco, ma a differenza dell'amianto non è dannosa per i polmoni, viene utilizzata nell'isolamento acustico e termico, nonché nella protezione antincendio; la vermiculite e il cemento possono essere utilizzati per produrre un calcestruzzo termicamente ben isolante e resistente alla temperatura.
Grazie alla sua bassa conducibilità termica (λ = 0,06... 0,07 W/(m·K)) è usato come pannello termoisolante o materiale per pannelli non combustibile negli interni delle navi e anche nella costruzione di edifici.
Poiché la vermiculite ha un alto punto di fusione (1315 °C), è elettricamente non conduttiva e la stratificazione non si verifica quando viene congelata, motivo per cui viene utilizzata come materiale di base nei riscaldatori a infrarossi.
Come sostituto economico dei mattoni refrattari, le piastre di vermiculite vengono utilizzate per rivestire la camera di combustione delle stufe a legna. Poiché hanno una conduttività termica inferiore rispetto all'argilla refrattaria, è possibile ottenere temperature di combustione più elevate. Lo svantaggio è che la vermiculite è meno resistente all'abrasione e trattiene meno bene il calore.

## Forma in cui si presenta in natura
La vermiculite sviluppa esclusivamente aggregati frondosi, squamosi o massicci, che sono incolori o possono essere di colore bianco-grigiastri, giallo-bruni, grigio-verdi o verdi a causa di miscele estranee.